# The Clown Barber
The Clown Barber er en britisk stumfilm fra 1898 af James Williamson.